# یاروسلاوا شودووا
 یاروسلاوا شودووا (Яросла́ва Вячесла́вовна Шве́дова؛ زادهٔ ۱۲ سپتامبر ۱۹۸۷) یک تنیس‌باز اهل قزاقستان است.

او دارای یک رتبه بندی حرفه‌ای بالا25 از29 در اکتبر 2012 می‌باشد .
- مشارکت‌کنندگان ویکی‌پدیا. «Yaroslava Shvedova». در دانشنامهٔ ویکی‌پدیای انگلیسی، بازبینی‌شده در ۱ ژوئیه ۲۰۱۴.
- «Yaroslava Shvedova». بایگانی‌شده از اصلی در ۱۴ نوامبر ۲۰۱۵. دریافت‌شده در ۱ ژوئیه ۲۰۱۴.